# Ányos Jedlik
Ányos István Jedlik (Hongaars: Jedlik István Ányos, Slowaaks: Štefan Anián Jedlík) (Zemné, 11 januari 1800 – Győr, 13 december 1895) was een Hongaars uitvinder, technicus, natuurkundige en rooms-katholiek priester. Hij wordt gezien als de eigenlijke bedenker van de dynamo.

## Levensloop
Ányos Jedlik werd geboren in Zemné (Hongaars: Szímő), in het comitaat Komárom van het toenmalige koninkrijk Hongarije (nu Slowakije) als zoon van arme landarbeiders. Zowel Hongarije als Slowakije claimen hem als een van hun grootste uitvinders. Jedlik begon zijn opleiding aan de hogescholen van Trnava en Bratislava. In 1817 werd hij een benedictijn en volgde hij studies aan de scholen van deze kloosterorde. Tot 1839 gaf hij college aan benedictijnse scholen en was daarna 40 jaar lang verbonden aan de natuurkundig-mechanica faculteit van de Universiteit van Boedapest. Zijn activiteiten zouden een grote rol spelen in de ontwikkeling van een nieuwe generatie natuurkundigen.
In 1845 begon hij les te geven in het Hongaars in plaats van het Latijn. Door zijn leerboek wordt hij beschouwd als een van de grondleggers van de Hongaarse woordenschat in de natuurkunde. Hij werd hoofd van de faculteit van kunsten in 1848, en rond 1863 werd hij rector van de universiteit. Vanaf 1858 was hij corresponderend lid van de Hongaarse Academie van Wetenschappen en vanaf 1873 erelid. Na zijn pensionering ging hij door met werken, maar de laatste jaren van zijn leven bracht hij in gehele afzondering door in een priorij in Győr waar hij ook overleed.

## Jedliks dynamo
Aangespoord door het werk van Ørsted, Ampère en Faraday begon Jedlik in 1827 te experimenteren met draaiende elektromagnetische machines. In plaats van gebruik te maken van permanente magneten waren in zijn prototype van de dynamo zowel het stilstaande als het roterende gedeelte uitgevoerd met elektromagneten. De exacte datum van zijn uitvinding is niet bekend omdat hij tot 1856 niet sprak over zijn belangrijkste uitvinding.
In 1859 ontdekte hij het principe van elektrodynamische zelfopwekking bij dynamo's. In zijn journalen beschreef hij dat de kleine hoeveelheid remanent magnetisme die achterblijft in een elektromagneet, voldoende sterk is om de dynamo op te starten. In 1861 bouwde hij de "eenpolige dynamo", die van deze zelfopwekking gebruikmaakt. Hierdoor formuleerde hij het concept van deze dynamo zeker 6 jaar voordat Werner von Siemens en Charles Wheatstone dit deden.